# Noal (España)
Noal (llamada oficialmente San Vicente de Noal) es una parroquia y un lugar español del municipio de Puerto del Son, en la provincia de La Coruña, Galicia.

## Límites
Limita al norte con la parroquia de Nebra, al sur con la parroquia de Baroña, al este con el municipio de Boiro y al oeste con la Ría de Muros y Noya.

## Entidades de población
Entidades de población que forman parte de la parroquia:
- Agrelo
- Laxes (As Laxes)
- Cabanela
- Castelo
- Caveiro (Cabeiro)
- Laranga
- Loreto
- Noal
- Catadoiro (O Catadoiro)
- Outeiro (O Outeiro)
- Porto do Son
- Torón

No aparecen en el INE, pero sí en el noménclator:
- A Becha
- A Tarela
- As Laxelas
- As Pitas
- Bornas
- Moreiras
- O Tendedeiro
- Pena Abelleira
- Suigrexas
- Xío

## Demografía

### Parroquia
| Gráfica de evolución demográfica de Noal (parroquia) entre 2000 y 2019 |
|                                                                        |
| Datos según el nomenclátor publicado por el INE.                       |

### Lugar
| Gráfica de evolución demográfica de Noal (lugar) entre 2000 y 2019 |
|                                                                    |
| Datos según el nomenclátor publicado por el INE.                   |